# Саух, Юрий Васильевич
Ю́рий Васи́льевич Саух (14 сентября 1951, Новоаннинский, Сталинградская область, СССР — 2 января 2021) — советский футболист, защитник, позже — российский тренер.

## Карьера

### Игровая
Воспитанник волгоградского футбола. Карьеру начинал в 1970 году в местной «Стали». В 1974 году перешёл в ростовский СКА. В Высшей лиге дебютировал 16 апреля 1975 года в матче против киевского «Динамо» (0:2). В 1976—1979 годах защищал цвета ЦСКА. В 1980 году пополнил ряды московского «Локомотива». Завершил карьеру в 1981 году в ставропольском «Динамо».

### В сборной
24 сентября провёл одну игру за олимпийскую сборную СССР против олимпийской сборной Норвегии (4:0). Дебютировал за основную сборную СССР 26 мая 1976 года в товарищеском матче против сборной Венгрии (1:1). Второй и последний раз за сборную сыграл в товарищеской встрече против сборной Австрии 23 июня того же года (2:1).

### Тренерская
В 2001—2003 годах был главным тренером «Реутова». С января по июль 2004 года занимал аналогичную должность в егорьевском «Сатурне». В июле 2004 года вошёл в тренерский штаб клуба «Луч-Энергия».

## Достижения
- Серебряный призёр Первой лиги: 1974